# 16203 Джесікастал
16203 Джесікастал (16203 Jessicastahl) — астероїд головного поясу, відкритий 2 лютого 2000 року.
Тіссеранів параметр щодо Юпітера — 3,415.